# Bataille de la Ntombe
Guerre anglo-zouloue
Batailles
- Inyezane
- Isandhlwana
- Rorke's Drift
- Eshowe
- Ntombe
- Hlobane
- Kambula
- Gingindlovu
- Ulundi

La bataille de la rivière Ntombe ou Intombe ou Intombi est livrée le 12 mars 1879 en Afrique du Sud, au KwaZulu-Natal, pendant la guerre anglo-zouloue. Une compagnie du 80e régiment d'infanterie britannique, sous les ordres du capitaine David Moriarty, est surprise, encerclée puis anéantie par les Zoulous sur les berges de la rivière Ntombe.